# Broforce
Broforce est un jeu vidéo de plates-formes en 2D développé par le studio sud-africain Free Lives et édité par Devolver Digital. Il était disponible en accès anticipé depuis le 7 avril 2014 sur Steam, et est sorti le 15 octobre 2015.
Le jeu est un pastiche des films d'action des années 1980 et 90 desquels il parodie les héros et les univers,.

## Système de jeu

### Général

Animation d'un combat de boss illustrant les environnements destructibles.

Broforce consiste à parcourir des niveaux en grande partie destructibles afin d'atteindre un hélicoptère, le plus souvent après avoir tué un boss ou un diable habillé en homme d'affaires. Le joueur contrôle un personnage sélectionné aléatoirement parmi ceux qui sont disponibles. Au cours du niveau, le joueur peut libérer des prisonniers, ce qui lui permet de ressusciter un joueur allié, ou, le cas échéant, de récupérer une vie et de changer de personnage contrôlé. Chaque personnage se joue de manière particulière avec les variations d'une vitesse de déplacement, d'un saut, d'un tir principal, d'un tir secondaire et d'une attaque de mêlée.

### Bros (personnages)
Les personnages sont des caricatures de héros de films d'action. Le nom de chaque personnage de film est détourné par le mot d'argot anglais « bro » (frère, pote). Bien que ce mot ait une connotation masculine, les développeurs ont préféré le garder tel quel pour les noms des personnages féminins (The Brode, Cherry Brolling...). Evan Greenwood a déclaré que, pour lui, ce qui définissait un « bro », c'était qu'il ferait n'importe quoi pour ses « bros ». Ainsi, nommer différemment les personnages féminins eût été une entorse à cette définition très inclusive. Il existe actuellement 32 bros dans le jeu.
| Nom du personnage dans Broforce                | Film d'origine                    | Personnage parodié              | Acteur du personnage parodié                                 |
| ---------------------------------------------- | --------------------------------- | ------------------------------- | ------------------------------------------------------------ |
| Ash Brolliams                                  | Evil Dead                         | Ash Williams                    | Bruce Campbell                                               |
| B.A. Broracus                                  | L'Agence tous risques             | Sergent Bosco Albert Barracus   | Mister T.                                                    |
| Brade                                          | Blade                             | Blade                           | Wesley Snipes                                                |
| Boondock Bros                                  | Les Anges de Boston               | Connor, Murphy et Noah McManus  | Sean Patrick Flanery, Norman Reedus, Billy Connolly          |
| Brobocop                                       | RoboCop                           | Alex Murphy                     | Peter Weller                                                 |
| Brochete                                       | Machete                           | Machete Cortez                  | Danny Trejo                                                  |
| Brocketeer                                     | Les Aventures de Rocketeer        | Cliff Secord                    | Billy Campbell                                               |
| Brodator                                       | Predator                          | Predator                        | Ian Whyte, Ian Feuer, Bobby ''Slim'' Jones, Kevin Peter Hall |
| Brodell Walker                                 | Walker, Texas Ranger              | Cordell Walker                  | Chuck Norris                                                 |
| Broden                                         | Mortal Kombat                     | Raiden                          | Christophe Lambert                                           |
| Broffy the Vampire Slayer                      | Buffy contre les vampires         | Buffy Summers                   | Sarah Michelle Gellar                                        |
| Brolander                                      | Highlander                        | Connor MacLeod                  | Christophe Lambert                                           |
| Bro Dredd                                      | Judge Dredd                       | Joseph Dredd                    | Sylvester Stallone                                           |
| Bro Hard                                       | Die Hard                          | John McClane                    | Bruce Willis                                                 |
| Broheart                                       | Braveheart                        | William Wallace                 | Mel Gibson                                                   |
| Bro Lee                                        | Opération Dragon                  | Lee                             | Bruce Lee                                                    |
| Bro Max                                        | Mad Max                           | Max Rockatansky                 | Mel Gibson                                                   |
| Brominator                                     | Terminator                        | T-800                           | Arnold Schwarzenegger                                        |
| Brommando                                      | Commando                          | John Matrix                     | Arnold Schwarzenegger                                        |
| Bronan the Brobarian                           | Conan                             | Conan                           | Arnold Schwarzenegger                                        |
| Broniversal Soldier GR666 (ennemi non jouable) | Universal Soldier                 | Luc Deveraux Andrew Scott       | Jean-Claude Van Damme Dolph Lundgren                         |
| Bro in Black                                   | Men in Black                      | Agent J                         | Will Smith                                                   |
| Burt Brommer                                   | Tremors                           | Burt Gummer                     | Michael Gross                                                |
| Cherry Broling                                 | Planète Terreur                   | Cherry Darling                  | Rose McGowan                                                 |
| Colonel James Broddock                         | Portés disparus                   | Colonel James Braddock          | Chuck Norris                                                 |
| Demolition Bro                                 | Demolition Man                    | John « Demolition Man » Spartan | Sylvester Stallone                                           |
| Desperabro                                     | Desperado                         | El Mariachi                     | Antonio Banderas                                             |
| Dirty Brory                                    | L'inspecteur Harry                | "Dirty" Harry Callahan          | Clint Eastwood                                               |
| Double Bro Seven                               | James Bond                        | James Bond                      | Sean Connery, Pierce Brosnan                                 |
| Ellen Ripbro                                   | Alien                             | Ellen Ripley                    | Sigourney Weaver                                             |
| Indiana Brones                                 | Les Aventuriers de l'arche perdue | Indiana Jones                   | Harrison Ford                                                |
| MacBrover                                      | MacGyver                          | Angus MacGyver                  | Richard Dean Anderson                                        |
| Mr Anderbro                                    | Matrix                            | Neo                             | Keanu Reeves                                                 |
| Rambro                                         | Rambo                             | John Rambo                      | Sylvester Stallone                                           |
| Seth Brondle                                   | La Mouche                         | Seth Brundle                    | Jeff Goldblum                                                |
| Snake Broskin                                  | New York 1997                     | Snake Plissken                  | Kurt Russell                                                 |
| Tank Bro                                       | Tank Girl                         | Rebecca Buck                    | Lori Petty                                                   |
| The Brode                                      | Kill Bill                         | Beatrix Kiddo (The Bride)       | Uma Thurman                                                  |
| The Brofessional                               | Léon                              | Léon Mathilda (coup spécial)    | Jean Reno Natalie Portman                                    |
| Time Bro                                       | Timecop                           | Max Walker                      | Jean-Claude Van Damme                                        |
| Xebro                                          | Xena, la guerrière                | Xena                            | Lucy Lawless                                                 |

## Développement
Le développement de Broforce commence sous le nom de « Rambros » lors de la 23e édition du Ludum Dare en avril 2012, lors duquel il se classe à la première place dans la catégorie « Humor » (humour), la deuxième dans la catégorie « Fun » (amusant) et la quatrième dans la catégorie « Graphics » (graphismes). C'est en implémentant le multijoueur avec un autre personnage (Brommando), que le jeu prend la direction et le titre actuel.
En 2013, une démo de Broforce appelée « Brototype » est mise à disposition sur le site des développeurs. Le prototype est approuvé par le programme Greenlight de Steam le 24 juillet 2013 et il est rendu disponible en accès anticipé le 7 avril 2014 (sur Steam également).
Une mise à jour nommée « Alien Infestation » sort le 12 février 2015. Elle propose du contenu lié aux extra-terrestres, et comprend de nouveaux boss et personnages jouables.
À la sortie du jeu, une mise à jour rajoute du contenu se déroulant en enfer.
Une mise à jour nommée « Forever » sort le 8 août 2023. Elle propose six nouveaux personnages jouables (Seth Brondle, Xebro, Desperabro, Broffy the Vampire Slayer, Burt Brommer et Demolition Bro), de nouveaux pièges et ennemis ainsi qu'un nouveau niveau.

## Accueil
- Canard PC : 8/10[10]
- Gamekult : 8/10[11]
- IGN : 8,8/10[12]
- PC Gamer US : 78 %[13]
- The Escapist : 4,5/5[14]

## The Expendabros
Un spin-off de Broforce placé dans l'univers du film Expendables 3 est sorti en août 2014. Le jeu est indépendant du jeu de base et est gratuit jusqu'au 31 décembre 2014. En 2016, le jeu est finalement toujours gratuit.
Sept personnages exclusifs à ce spin-off sont inclus, tous dérivés des personnages d'Expendables 3. Bien que les personnages soient exclusifs, certaines animations et mécaniques ont été utilisées à postériori pour le jeu de base (par exemple, les mouvements de Broctor Death (Expendabros) et de The Brode (Broforce) sont similaires). De même, le nouvel environnement forestier d'Expendabros a été ajouté au jeu de base lors de la mise à jour d'octobre 2014.
| Nom du personnage dans Expendabros | Personnage parodié | Acteur du personnage parodié |
| ---------------------------------- | ------------------ | ---------------------------- |
| Broctor Death                      | Doc                | Wesley Snipes                |
| Bro Caesar                         | Caesar             | Terry Crews                  |
| Bronnar Jensen                     | Gunner Jensen      | Dolph Lundgren               |
| Broney Ross                        | Barney Ross        | Sylvester Stallone           |
| Lee Broxmas                        | Lee Christmas      | Jason Statham                |
| Toll Broad                         | Toll Road          | Randy Couture                |
| Trent Broser                       | Trench             | Arnold Schwarzenegger        |